# Сімерка (річка)
Сі́ме́рка (Сімерки) — річка в Українських Карпатах, у межах Перечинського району Закарпатської області. Права притока Тур'ї (басейн Ужа).

## Опис
Довжина 12 км, площа басейну 38,2 км². Похил річки 39 м/км. Річка типово гірська. Долина вузька і глибока, заліснена (у верхній течії та в пониззі). Річище слабозвивисте, порожисте.

## Розташування
Сімерка бере початок при південно-західній околиці села Вільшинки. Тече переважно на південний захід (місцями на захід). Впадає до Тур'ї поруч з центральною частиною села Сімер.